# Хатен (Немачка)
Хатен (њем. Hatten) општина је у њемачкој савезној држави Доња Саксонија. Једно је од 15 општинских средишта округа Олденбург. Према процјени из 2010. у општини је живјело 13.847 становника. Посједује регионалну шифру (AGS) 3458009.

## Географски и демографски подаци
Хатен се налази у савезној држави Доња Саксонија у округу Олденбург. Општина се налази на надморској висини од 34 метра. Површина општине износи 103,6 km². У самом мјесту је, према процјени из 2010. године, живјело 13.847 становника. Просјечна густина становништва износи 134 становника/km².

## Међународна сарадња
| Мјесто      | Држава    | Врста сарадње | Од    |
| ----------- | --------- | ------------- | ----- |
| Махачкала   | Русија    | партнерство   | 1989. |
| Овер л Амон | Француска | партнерство   | 1980. |
| Хатен       | Француска | партнерство   | 1990. |
| Извор       |           |               |       |